# Аяал Лазарев
Аяал Лазарев (кирг. Айаал Лазарев, якут. Айаал Лазарев; нар. 19 березня 1986, Вілюйськ, Якутська АРСР, РРФСР) — киргизький борець вільного стилю якутського походження, чемпіон, дворазовий срібний та триразовий бронзовий призер чемпіонатів Азії, бронзовий призер Азійських ігор, бронзовий призер Кубку світу, учасник трьох Олімпійських ігор. Майстер спорту Киргизстану міжнародного класу.

## Біографія
Боротьбою почав займатися з 2000 року. Багаторазовий чемпіон Киргизстану.

## Спортивні результати на міжнародних змаганнях

### Виступи на Олімпіадах
| Змагання                    | Збірна     | Вагова категорія           | Місце |
| --------------------------- | ---------- | -------------------------- | ----- |
| Літні Олімпійські ігри 2016 | Киргизстан | вільна боротьба, до 125 кг | 15    |
| Літні Олімпійські ігри 2020 | Киргизстан | вільна боротьба, до 125 кг | 16    |
| Літні Олімпійські ігри 2024 | Киргизстан | вільна боротьба, до 125 кг | 5     |

### Виступи на Чемпіонатах світу
| Змагання                        | Збірна     | Вагова категорія           | Місце |
| ------------------------------- | ---------- | -------------------------- | ----- |
| Чемпіонат світу з боротьби 2010 | Киргизстан | вільна боротьба, до 120 кг | 15    |
| Чемпіонат світу з боротьби 2011 | Киргизстан | вільна боротьба, до 120 кг | 27    |
| Чемпіонат світу з боротьби 2013 | Киргизстан | вільна боротьба, до 120 кг | 14    |
| Чемпіонат світу з боротьби 2014 | Киргизстан | вільна боротьба, до 125 кг | 17    |
| Чемпіонат світу з боротьби 2015 | Киргизстан | вільна боротьба, до 125 кг | 10    |
| Чемпіонат світу з боротьби 2017 | Киргизстан | вільна боротьба, до 125 кг | 8     |
| Чемпіонат світу з боротьби 2023 | Киргизстан | вільна боротьба, до 125 кг | 9     |

### Виступи на Чемпіонатах Азії
| Змагання                       | Збірна     | Вагова категорія           | Місце  |
| ------------------------------ | ---------- | -------------------------- | ------ |
| Чемпіонат Азії з боротьби 2009 | Киргизстан | вільна боротьба, до 120 кг | 8      |
| Чемпіонат Азії з боротьби 2010 | Киргизстан | вільна боротьба, до 120 кг | Бронза |
| Чемпіонат Азії з боротьби 2011 | Киргизстан | вільна боротьба, до 120 кг | 8      |
| Чемпіонат Азії з боротьби 2012 | Киргизстан | вільна боротьба, до 120 кг | 7      |
| Чемпіонат Азії з боротьби 2013 | Киргизстан | вільна боротьба, до 120 кг | Бронза |
| Чемпіонат Азії з боротьби 2014 | Киргизстан | вільна боротьба, до 125 кг | 5      |
| Чемпіонат Азії з боротьби 2015 | Киргизстан | вільна боротьба, до 125 кг | Золото |
| Чемпіонат Азії з боротьби 2016 | Киргизстан | вільна боротьба, до 125 кг | Бронза |
| Чемпіонат Азії з боротьби 2020 | Киргизстан | вільна боротьба, до 125 кг | 7      |
| Чемпіонат Азії з боротьби 2021 | Киргизстан | вільна боротьба, до 125 кг | Срібло |
| Чемпіонат Азії з боротьби 2024 | Киргизстан | вільна боротьба, до 125 кг | Срібло |

### Виступи на Азійських іграх
| Змагання           | Збірна     | Вагова категорія           | Місце  |
| ------------------ | ---------- | -------------------------- | ------ |
| Азійські ігри 2010 | Киргизстан | вільна боротьба, до 120 кг | 8      |
| Азійські ігри 2014 | Киргизстан | вільна боротьба, до 125 кг | 9      |
| Азійські ігри 2022 | Киргизстан | вільна боротьба, до 125 кг | Бронза |

### Виступи на Кубках світу
| Змагання                    | Збірна     | Вагова категорія           | Місце  |
| --------------------------- | ---------- | -------------------------- | ------ |
| Кубок світу з боротьби 2011 | Киргизстан | вільна боротьба, до 120 кг | 9      |
| Кубок світу з боротьби 2020 | Киргизстан | вільна боротьба, до 125 кг | Бронза |

### Виступи на інших змаганнях
| Змагання                                                         | Збірна     | Вагова категорія           | Місце  |
| ---------------------------------------------------------------- | ---------- | -------------------------- | ------ |
| Золотий Гран-прі з боротьби 2009                                 | Киргизстан | вільна боротьба, до 120 кг | 13     |
| Турнір Дана Колова — Николи Петрова 2010                         | Киргизстан | вільна боротьба, до 120 кг | 7      |
| Золотий Гран-прі з боротьби 2010 (Баку)                          | Киргизстан | вільна боротьба, до 120 кг | 12     |
| Кубок Тахті 2011                                                 | Киргизстан | вільна боротьба, до 120 кг | 5      |
| Золотий Гран-прі з боротьби 2011 (Баку)                          | Киргизстан | вільна боротьба, до 120 кг | 12     |
| Турнір Дмитра Коркіна 2011                                       | Киргизстан | вільна боротьба, до 120 кг | Золото |
| Олімпійський кваліфікаційний турнір з боротьби 2012 (Астана)     | Киргизстан | вільна боротьба, до 120 кг | Бронза |
| Олімпійський кваліфікаційний турнір з боротьби 2012 (Тайюань)    | Киргизстан | вільна боротьба, до 120 кг | 16     |
| Олімпійський кваліфікаційний турнір з боротьби 2012 (Гельсінкі)  | Киргизстан | вільна боротьба, до 120 кг | 16     |
| Турнір Дмитра Коркіна 2012                                       | Киргизстан | вільна боротьба, до 120 кг | Бронза |
| Гран-прі «Іван Яригін» 2013                                      | Киргизстан | вільна боротьба, до 120 кг | 9      |
| Літня Універсіада 2013                                           | Киргизстан | вільна боротьба, до 120 кг | 5      |
| Турнір Степана Саргісяна 2013                                    | Киргизстан | вільна боротьба, до 120 кг | Бронза |
| Гран-прі «Іван Яригін» 2014                                      | Киргизстан | вільна боротьба, до 125 кг | 5      |
| Кубок Тахті 2014                                                 | Киргизстан | вільна боротьба, до 125 кг | 5      |
| Турнір Степана Саргісяна 2014                                    | Киргизстан | вільна боротьба, до 125 кг | 5      |
| Золотий Гран-прі з боротьби 2014 (Баку)                          | Киргизстан | вільна боротьба, до 125 кг | 11     |
| Гран-прі «Іван Яригін» 2015                                      | Киргизстан | вільна боротьба, до 125 кг | 8      |
| Турнір Олександра Медведя 2015                                   | Киргизстан | вільна боротьба, до 125 кг | 5      |
| Турнір Яшара Догу 2015                                           | Киргизстан | вільна боротьба, до 125 кг | Срібло |
| Золотий Гран-прі з боротьби 2015                                 | Киргизстан | вільна боротьба, до 125 кг | 5      |
| Олімпійський кваліфікаційний турнір з боротьби 2016 (Астана)     | Киргизстан | вільна боротьба, до 125 кг | Бронза |
| Олімпійський кваліфікаційний турнір з боротьби 2016 (Улан-Батор) | Киргизстан | вільна боротьба, до 125 кг | 5      |
| Гран-прі Москви з боротьби 2020                                  | Киргизстан | вільна боротьба, до 125 кг | Срібло |
| Київський Міжнародний турнір з боротьби 2021                     | Киргизстан | вільна боротьба, до 125 кг | 7      |
| Олімпійський кваліфікаційний турнір з боротьби 2020 (Алмати)     | Киргизстан | вільна боротьба, до 125 кг | Бронза |
| Олімпійський кваліфікаційний турнір з боротьби 2020 (Софія)      | Киргизстан | вільна боротьба, до 125 кг | Бронза |
| Турнір К. У. Кожомкула і Р. Санатбаєва 2023                      | Киргизстан | вільна боротьба, до 125 кг | 14     |
| Турнір Дана Колова — Николи Петрова 2024                         | Киргизстан | вільна боротьба, до 125 кг | 15     |
| Олімпійський кваліфікаційний турнір з боротьби 2024 (Бішкек)     | Киргизстан | вільна боротьба, до 125 кг | 9      |
| Олімпійський кваліфікаційний турнір з боротьби 2024 (Стамбул)    | Киргизстан | вільна боротьба, до 125 кг | Золото |